# Bürgermeisterwahlen in Sachsen 2010
Bürgermeisterwahlen fanden 2010 in Sachsen in 32 Städten und Gemeinden statt. Dabei wurden 18 Bürgermeister im Amt bestätigt und drei abgewählt.

## Besonderheit Ebersbach
Das sächsische Kommunalwahlrecht sieht für den Fall nur eines regulären Kandidaten eine Leerzeile vor, wo die Wähler stattdessen einen beliebigen weiteren passiv Wahlberechtigten eintragen können, um eine Stille Wahl zu verhindern. Im Normalfall wird davon nur wenig Gebrauch gemacht, und wenn, dann verteilt es sich meist auf viele verschiedene Personen. Anders war das bei der Wahl am 20. Juni in Ebersbach. Von insgesamt 944 Wahlberechtigten gingen 554 (58,7 %) zur Wahl und wählten wie folgt:
| Bewerber                 | Vorschlag(sart)          | Wähler | Ergebnis (in %) |
| ------------------------ | ------------------------ | ------ | --------------- |
| Carola Schneider         | FWG Ebersbach            | 194    | 37,2            |
| Jürgen Müller            | Einzelvorschlag          | 317    | 60,7            |
| Beate Rettke             | Einzelvorschlag          | 3      | 0,6             |
| Andreas Haynert          | Einzelvorschlag          | 2      | 0,4             |
| Hans Mühler              | Einzelvorschlag          | 2      | 0,4             |
| weitere Einzelvorschläge | weitere Einzelvorschläge | 4      | 0,8             |
| gültige Stimmen          | gültige Stimmen          | 522    | 94,2            |
| ungültige Stimmen        | ungültige Stimmen        | 32     | 5,8             |
| Stimmen gesamt           | Stimmen gesamt           | 554    |                 |

Somit wurde mit Jürgen Müller eine Person zum Bürgermeister gewählt, die nicht auf dem Wahlzettel gestanden hatte.
| letzte Besonderheit                          | 2010 | nächste Besonderheit          |
| -------------------------------------------- | ---- | ----------------------------- |
| 2008 (Niederdorf, Wildenhain, Hartmannsdorf) | 2010 | 2014 (Mücka/Mikow, Dreiheide) |

## Wahlstatistik
| Vorschlag | Anzahl |                    | Bürgermeister | Anzahl |
| CDU       | 11     | - wiedergewählt    | 18            |        |
| WV, EB    | 21     | - abgewählt        | 3             |        |
| gesamt    | 32     | - nicht kandidiert | 11            |        |

## Wahlergebnisse

### Landkreis Bautzen
Im Landkreis Bautzen fanden in vier Kommunen Wahlen statt. Diese sind im Folgenden aufgelistet. In keiner Kommune war eine Neuwahl notwendig. Das entscheidende Wahlergebnis ist markiert.
Gewählte Bewerber:
- CDU: 1
- Einzelbewerber/Bürgerinitiativen: 3
- Amtsinhaber wiedergewählt: 4
- Amtsinhaber abgewählt: 0
- Amtsinhaber nicht angetreten: 0

Namen von Amtsinhabern sind fett ausgezeichnet.
| Wahltermin    | Gemeinde               | Bewerber         | Vorschlag              | Ergebnis (in %) | vorherige | nächste |
| ------------- | ---------------------- | ---------------- | ---------------------- | --------------- | --------- | ------- |
| 28. Februar   | Bischofswerda          | Andreas Erler    | CDU                    | 52,0            | ← 2008    | 2015 →  |
| 28. Februar   | Bischofswerda          | Jens Krauße      | BfB, Linke, Grüne, SPD | 48,0            | ← 2008    | 2015 →  |
| 28. Februar   | Spreetal Sprjewiny Doł | Manfred Heine    | Heine                  | 83,5            | ← 2003    | 2017 →  |
| 28. Februar   | Spreetal Sprjewiny Doł | Elke Jung        | Linke                  | 10,8            | ← 2003    | 2017 →  |
| 28. Februar   | Spreetal Sprjewiny Doł | Frank Lüdke      | NPD                    | 5,7             | ← 2003    | 2017 →  |
| 5. September  | Großnaundorf           | Jürgen Kästner   | WV „Sportfreunde“      | 98,1            | ← 2003    | 2017 →  |
| 5. September  | Großnaundorf           | Einzelvorschläge | Einzelvorschläge       | 1,9             | ← 2003    | 2017 →  |
| 26. September | Schönteichen           | Maik Weise       | Weise                  | 54,4            | ← 2003    | 2017 →  |
| 26. September | Schönteichen           | Henry Nitzsche   | Bündnis AFV            | 25,8            | ← 2003    | 2017 →  |
| 26. September | Schönteichen           | Ronny Böhme      | WV Schönteichen        | 19,8            | ← 2003    | 2017 →  |

### Erzgebirgskreis
Im Erzgebirgskreis fanden in zwei Kommunen Wahlen statt. Diese sind im Folgenden aufgelistet. In keiner Kommune war eine Neuwahl notwendig. Das entscheidende Wahlergebnis ist markiert.
Gewählte Bewerber:
- CDU: 1
- Einzelbewerber/Bürgerinitiativen: 1
- Amtsinhaber wiedergewählt: 1
- Amtsinhaber abgewählt: 0
- Amtsinhaber nicht angetreten/Gemeindeneugründung: 1

Namen von Amtsinhabern sind fett ausgezeichnet.
(*) Zuvor Amtsverweser der angegebenen Gemeinde.
| Wahltermin   | Gemeinde          | Bewerber             | Vorschlag                | Ergebnis (in %) | vorherige                                       | nächste |
| ------------ | ----------------- | -------------------- | ------------------------ | --------------- | ----------------------------------------------- | ------- |
| 28. März     | Drebach           | Jens Haustein        | CDU                      | 71,9            | Neugründung ← 2008 (Drebach) ← 2006 (Venusberg) | 2017 →  |
| 28. März     | Drebach           | Sven Bräuer          | BK/BlfG                  | 14,0            | Neugründung ← 2008 (Drebach) ← 2006 (Venusberg) | 2017 →  |
| 28. März     | Drebach           | Wolfgang Volkmann(*) | Kita „Sonnenschein“e. V. | 14,1            | Neugründung ← 2008 (Drebach) ← 2006 (Venusberg) | 2017 →  |
| 14. November | Stollberg/Erzgeb. | Marcel Schmidt       | FWU                      | 96,7            | ← 2004                                          | 2017 →  |
| 14. November | Stollberg/Erzgeb. | Einzelvorschläge     | Einzelvorschläge         | 3,3             | ← 2004                                          | 2017 →  |

### Landkreis Görlitz
Im Landkreis Görlitz fanden in vier Kommunen Wahlen statt. Diese sind im Folgenden aufgelistet. In einer Kommune war eine Neuwahl notwendig. Das entscheidende Wahlergebnis ist markiert.
Gewählte Bewerber:
- Einzelbewerber/Bürgerinitiativen: 4
- Amtsinhaber wiedergewählt: 1
- Amtsinhaber abgewählt: 1
- Amtsinhaber nicht angetreten: 2

Namen von Amtsinhabern sind fett ausgezeichnet.
| Wahl         | Wahl                      | Wahl               | Wahl             | Wahl            | Neuwahl       | Neuwahl         | vorherige | nächste                    |
| Wahltermin   | Gemeinde                  | Bewerber           | Vorschlag        | Ergebnis (in %) | Wahltermin    | Ergebnis (in %) | vorherige | nächste                    |
| ------------ | ------------------------- | ------------------ | ---------------- | --------------- | ------------- | --------------- | --------- | -------------------------- |
| 28. März     | Niedercunnersdorf         | Frank Hübler       | Hübler           | 95,0            |               |                 | ← 2003    | Auflösung 2013 (Kottmar) → |
| 28. März     | Niedercunnersdorf         | Einzelvorschläge   | Einzelvorschläge | 5,0             |               |                 | ← 2003    | Auflösung 2013 (Kottmar) → |
| 5. September | Weißwasser/O.L. Běła Woda | Hartwig Rauh       | Rauh             | 29,6            | 26. September | 35,8            | ← 2003    | 2017 →                     |
| 5. September | Weißwasser/O.L. Běła Woda | Bernhard Waldau    | CDU              | 16,7            | 26. September | n. k.           | ← 2003    | 2017 →                     |
| 5. September | Weißwasser/O.L. Běła Woda | Uwe Bücklein       | Linke            | 8,9             | 26. September | 7,5             | ← 2003    | 2017 →                     |
| 5. September | Weißwasser/O.L. Běła Woda | Torsten Pötzsch    | Klartext         | 37,5            | 26. September | 54,3            | ← 2003    | 2017 →                     |
| 5. September | Weißwasser/O.L. Běła Woda | Jens Greiner       | Greiner          | 2,8             | 26. September | n. k.           | ← 2003    | 2017 →                     |
| 5. September | Weißwasser/O.L. Běła Woda | Danilo Hermann     | Hermann          | 4,4             | 26. September | 2,3             | ← 2003    | 2017 →                     |
| 7. November  | Trebendorf Trjebin        | Kerstin Antonius   | WV Trebendorf    | 78,6            |               |                 | ← 2008    | 2017 →                     |
| 7. November  | Trebendorf Trjebin        | Waldemar Locke     | CDU              | 21,4            |               |                 | ← 2008    | 2017 →                     |
| 14. November | Rietschen Rěčicy          | Ralf Brehmer       | FWV Rietschen    | 63,1            |               |                 | ← 2008    | 2017 →                     |
| 14. November | Rietschen Rěčicy          | Tilmann Havenstein | CDU              | 36,9            |               |                 | ← 2008    | 2017 →                     |

### Landkreis Leipzig
Im Landkreis Leipzig fand in einer Kommune eine Wahlen statt. Diese ist im Folgenden aufgelistet. Eine Neuwahl war nicht nötig. Das entscheidende Wahlergebnis ist markiert.
Gewählte Bewerber:
- Einzelbewerber/Bürgerinitiativen: 1
- Amtsinhaber wiedergewählt: 1
- Amtsinhaber abgewählt: 0
- Amtsinhaber nicht angetreten: 0

Namen von Amtsinhabern sind fett ausgezeichnet.
| Wahltermin | Gemeinde  | Bewerber         | Vorschlag        | Ergebnis (in %) | vorherige | nächste                   |
| ---------- | --------- | ---------------- | ---------------- | --------------- | --------- | ------------------------- |
| 7. März    | Mutzschen | Carsten Graf     | Graf             | 97,8            | ← 2003    | Auflösung 2015 (Grimma) → |
| 7. März    | Mutzschen | Einzelvorschläge | Einzelvorschläge | 2,2             | ← 2003    | Auflösung 2015 (Grimma) → |

### Landkreis Meißen
Im Landkreis Meißen fanden in fünf Kommunen Wahlen statt. Diese sind im Folgenden aufgelistet. In keiner Kommune war eine Neuwahl notwendig. Das entscheidende Wahlergebnis ist markiert.
Gewählte Bewerber:
- CDU: 2
- Einzelbewerber/Bürgerinitiativen: 3
- Amtsinhaber wiedergewählt: 3
- Amtsinhaber abgewählt: 0
- Amtsinhaber nicht angetreten: 2

Namen von Amtsinhabern sind fett ausgezeichnet.
| Wahltermin   | Gemeinde    | Bewerber         | Vorschlag        | Ergebnis (in %) | vorherige | nächste |
| ------------ | ----------- | ---------------- | ---------------- | --------------- | --------- | ------- |
| 7. Februar   | Thiendorf   | Armin Freund     | Freund           | 96,6            | ← 2003    | 2014 →  |
| 7. Februar   | Thiendorf   | Einzelvorschläge | Einzelvorschläge | 3,4             | ← 2003    | 2014 →  |
| 6. Juni      | Niederau    | Steffen Sang     | UWV              | 72,4            | ← 2003    | 2017 →  |
| 6. Juni      | Niederau    | Bärbel Seefeld   | CDU              | 27,6            | ← 2003    | 2017 →  |
| 22. August   | Riesa       | Gerti Töpfer     | CDU              | 56,4            | ← 2003    | 2014 →  |
| 22. August   | Riesa       | Uta Knebel       | Linke            | 28,3            | ← 2003    | 2014 →  |
| 22. August   | Riesa       | Thoralf Koß      | Grüne            | 5,2             | ← 2003    | 2014 →  |
| 22. August   | Riesa       | Marco Branig     | Branig           | 10,2            | ← 2003    | 2014 →  |
| 5. September | Ebersbach   | Margot Fehrmann  | CDU              | 95,5            | ← 2003    | 2017 →  |
| 5. September | Ebersbach   | Einzelvorschläge |                  |                 | ← 2003    | 2017 →  |
| 7. November  | Priestewitz | Dirk Rothe       | CDU              | 35,4            | ← 2006    | 2017 →  |
| 7. November  | Priestewitz | Susann Frentzen  | Frentzen         | 54,1            | ← 2006    | 2017 →  |
| 7. November  | Priestewitz | Veit Hölzel      | Hölzel           | 10,5            | ← 2006    | 2017 →  |

### Landkreis Mittelsachsen
Im Landkreis Mittelsachsen fanden in fünf Kommunen Wahlen statt. Diese sind im Folgenden aufgelistet. In keiner Kommune war eine Neuwahl notwendig. Das entscheidende Wahlergebnis ist markiert.
Gewählte Bewerber:
- CDU: 3
- Einzelbewerber/Bürgerinitiativen: 2
- Amtsinhaber wiedergewählt: 2
- Amtsinhaber abgewählt: 1
- Amtsinhaber nicht angetreten: 2

Namen von Amtsinhabern sind fett ausgezeichnet.
| Wahltermin  | Gemeinde    | Bewerber                      | Vorschlag                     | Ergebnis (in %) | vorherige | nächste                                  |
| ----------- | ----------- | ----------------------------- | ----------------------------- | --------------- | --------- | ---------------------------------------- |
| 10. Januar  | Ebersbach   | Einzelvorschlag Jürgen Müller | Einzelvorschlag Jürgen Müller | 60,7            | ← 2008    | Auflösung 2015 (Döbeln) →                |
| 10. Januar  | Ebersbach   | Carola Schneider              | FWG                           | 37,2            | ← 2008    | Auflösung 2015 (Döbeln) →                |
| 10. Januar  | Ebersbach   | Einzelvorschläge              | Einzelvorschläge              | 2,2             | ← 2008    | Auflösung 2015 (Döbeln) →                |
| 14. März    | Mochau      | Gunter Weber                  | CDU                           | 93,9            | ← 2003    | Auflösung 2015 (Döbeln) →                |
| 14. März    | Mochau      | Einzelvorschläge              | Einzelvorschläge              | 6,1             | ← 2003    | Auflösung 2015 (Döbeln) →                |
| 20. Juni    | Hilbersdorf | Volker Haupt                  | CDU                           | 62,3            | ← 2003    | Auflösung 2012 (Bobritzsch-Hilbersdorf)→ |
| 20. Juni    | Hilbersdorf | Karsten Schneider             | AUW                           | 36,2            | ← 2003    | Auflösung 2012 (Bobritzsch-Hilbersdorf)→ |
| 20. Juni    | Hilbersdorf | Jens Heinrich                 | SPD                           | 1,6             | ← 2003    | Auflösung 2012 (Bobritzsch-Hilbersdorf)→ |
| 17. Oktober | Zettlitz    | Thomas Arnold                 | Arnold                        | 54,2            | ← 2008    | 2015 →                                   |
| 17. Oktober | Zettlitz    | Markus Döppling               | Döppling                      | 45,8            | ← 2008    | 2015 →                                   |
| 7. November | Taura       | Klaus Vivus                   | WVK                           | 92,8            | ← 2008    | 2015 →                                   |
| 7. November | Taura       | Wolfgang Endmann              | Endmann                       | 7,2             | ← 2008    | 2015 →                                   |

### Landkreis Nordsachsen
Im Landkreis Nordsachsen fanden in zwei Kommunen Wahlen statt. Diese sind im Folgenden aufgelistet. In keiner Kommune war eine Neuwahl notwendig. Das entscheidende Wahlergebnis ist markiert.
Gewählte Bewerber:
- CDU: 1
- Einzelbewerber/Bürgerinitiativen: 1
- Amtsinhaber wiedergewählt: 2
- Amtsinhaber abgewählt: 0
- Amtsinhaber nicht angetreten: 0

Namen von Amtsinhabern sind fett ausgezeichnet.
| Wahltermin | Gemeinde    | Bewerber             | Vorschlag | Ergebnis (in %) | vorherige | nächste |
| ---------- | ----------- | -------------------- | --------- | --------------- | --------- | ------- |
| 7. März    | Doberschütz | Roland Märtz         | CDU       | 83,2            | ← 2003    | 2017 →  |
| 7. März    | Doberschütz | Kathrin Niedermänner | SPD       | 16,8            | ← 2003    | 2017 →  |
| 9. Mai     | Schkeuditz  | Jörg Enke            | FW        | 56,0            | ← 2003    | 2017 →  |
| 9. Mai     | Schkeuditz  | Wolfgang Walter      | CDU       | 21,5            | ← 2003    | 2017 →  |
| 9. Mai     | Schkeuditz  | Daniel Peter Lange   | Lange     | 22,5            | ← 2003    | 2017 →  |

### Landkreis Sächsische Schweiz-Osterzgebirge
Im Landkreis Sächsische Schweiz-Osterzgebirge fanden in zwei Kommunen Wahlen statt. Diese sind im Folgenden aufgelistet. In keiner Kommune war eine Neuwahl notwendig. Das entscheidende Wahlergebnis ist markiert.
Gewählte Bewerber:
- CDU: 1
- Einzelbewerber/Bürgerinitiativen: 1
- Amtsinhaber wiedergewählt: 2
- Amtsinhaber abgewählt: 0
- Amtsinhaber nicht angetreten: 0

Namen von Amtsinhabern sind fett ausgezeichnet.
| Wahltermin                                                                                                  | Gemeinde          | Bewerber            | Vorschlag        | Ergebnis (in %) | vorherige | nächste |
| --- | ----------------- | ------------------- | ---------------- | --------------- | --------- | ------- |
| 31. Januar                                                                                                  | Hermsdorf/Erzgeb. | Hans-Peter Zönnchen | UBB              | 78,4            | ← 2003    | 2014 →  |
| 31. Januar                                                                                                  | Hermsdorf/Erzgeb. | Andreas Liebscher   | FVV              | 21,6            | ← 2003    | 2014 →  |
| 14. März | Wilsdruff         | Ralf Rother         | CDU              | 96,8            | ← 2003    | 2017 →  |
| 14. März | Wilsdruff         | Einzelvorschläge    | Einzelvorschläge | 3,2             | ← 2003    | 2017 →  |
| Zum zweiten Wahlgang in Pirna, der am 17. Januar 2010 stattfand, siehe hier: Bürgermeisterwahlen 2009#Pirna |                   |                     |                  |                 |           |         |

### Vogtlandkreis
Im Vogtlandkreis fanden in drei Kommunen Wahlen statt. Diese sind im Folgenden aufgelistet. In zwei Kommunen war eine Neuwahl notwendig. Das entscheidende Wahlergebnis ist markiert.
Gewählte Bewerber:
- Einzelbewerber/Bürgerinitiativen: 3
- Amtsinhaber wiedergewählt: 0
- Amtsinhaber abgewählt: 1
- Amtsinhaber nicht angetreten/Gemeindeneugründung: 2

Namen von Amtsinhabern sind fett dargestellt.
(*) Zuvor Amtsverweser der entsprechenden Gemeinde.
| Wahl        | Wahl         | Wahl            | Wahl                          | Wahl            | Neuwahl     | Neuwahl         | vorherige                                                                                   | nächste                        |
| Wahltermin  | Gemeinde     | Bewerber        | Vorschlag                     | Ergebnis (in %) | Wahltermin  | Ergebnis (in %) | vorherige                                                                                   | nächste                        |
| ----------- | ------------ | --------------- | ----------------------------- | --------------- | ----------- | --------------- | ------------------------------------------------------------------------------------------- | ------------------------------ |
| 31. Januar  | Muldenhammer | Jürgen Mann     | FWH                           | 39,5            | 21. Februar | 50,2            | Neugründung ← 2008 (Morgenröthe-Rautenkranz) ← 2008 (Tannenbergsthal) ← 2008 (Hammerbrücke) | 2017 →                         |
| 31. Januar  | Muldenhammer | Lars Albert     | Albert                        | 18,5            | 21. Februar | n. k.           | Neugründung ← 2008 (Morgenröthe-Rautenkranz) ← 2008 (Tannenbergsthal) ← 2008 (Hammerbrücke) | 2017 →                         |
| 31. Januar  | Muldenhammer | Konrad Stahl(*) | Stahl                         | 42,0            | 21. Februar | 49,8            | Neugründung ← 2008 (Morgenröthe-Rautenkranz) ← 2008 (Tannenbergsthal) ← 2008 (Hammerbrücke) | 2017 →                         |
| 21. Februar | Klingenthal  | Andreas Günnel  | CDU                           | 12,9            | 7. März     | n. k.           | ← 2006                                                                                      | 2013 →                         |
| 21. Februar | Klingenthal  | Harald Herold   | CDU                           | n. k.           | 7. März     | 24,8            | ← 2006                                                                                      | 2013 →                         |
| 21. Februar | Klingenthal  | Carsten Förster | pro Klingenthal - meine Stadt | 15,2            | 7. März     | 5,8             | ← 2006                                                                                      | 2013 →                         |
| 21. Februar | Klingenthal  | Enrico Bräunig  | Bräunig                       | 39,2            | 7. März     | 47,6            | ← 2006                                                                                      | 2013 →                         |
| 21. Februar | Klingenthal  | Thomas Siewert  | Siewert                       | 9,7             | 7. März     | 4,4             | ← 2006                                                                                      | 2013 →                         |
| 21. Februar | Klingenthal  | Thomas Zuber    | Zuber                         | 23,0            | 7. März     | 17,5            | ← 2006                                                                                      | 2013 →                         |
| 21. Februar | Zwota        | Siegwart Glaß   | Glaß                          | 36,3            |             |                 | ← 2003                                                                                      | Auflösung 2013 (Klingenthal) → |
| 21. Februar | Zwota        | Thomas Hennig   | WG                            | 55,3            |             |                 | ← 2003                                                                                      | Auflösung 2013 (Klingenthal) → |
| 21. Februar | Zwota        | Tilo Schumacher | SPD                           | 8,4             |             |                 | ← 2003                                                                                      | Auflösung 2013 (Klingenthal) → |

### Landkreis Zwickau
Im Landkreis Zwickau fanden in vier Kommunen Wahlen statt. Diese sind im Folgenden aufgelistet. In keiner Kommune war eine Neuwahl notwendig. Das entscheidende Wahlergebnis ist markiert.
Gewählte Bewerber:
- CDU: 2
- Einzelbewerber/Bürgerinitiativen: 2
- Amtsinhaber wiedergewählt: 2
- Amtsinhaber abgewählt: 0
- Amtsinhaber nicht angetreten: 2

Namen von Amtsinhabern sind fett dargestellt.
| Wahltermin    | Gemeinde          | Bewerber         | Vorschlag        | Ergebnis (in %) | vorherige | nächste |
| ------------- | ----------------- | ---------------- | ---------------- | --------------- | --------- | ------- |
| 17. Januar    | Lichtentanne      | Inge Krauß       | CDU              | 89,3            | ← 2003    | 2017 →  |
| 17. Januar    | Lichtentanne      | Einzelvorschläge | Einzelvorschläge | 10,7            | ← 2003    | 2017 →  |
| 9. Mai        | Crimmitschau      | Holm Günther     | FÜR CRIMMITSCHAU | 85,2            | ← 2003    | 2017 →  |
| 9. Mai        | Crimmitschau      | Dirk Stegmann    | CDU              | 14,8            | ← 2003    | 2017 →  |
| 5. September  | Langenweißbach    | Werner Gutjahr   | CDU              | 41,7            | ← 2003    | 2017 →  |
| 5. September  | Langenweißbach    | Jens Wächtler    | UWG              | 58,3            | ← 2003    | 2017 →  |
| 12. September | Neukirchen/Pleiße | Ines Liebald     | CDU              | 74,9            | ← 2008    | 2017 →  |
| 12. September | Neukirchen/Pleiße | Stefan Görner    | Linke            | 16,4            | ← 2008    | 2017 →  |
| 12. September | Neukirchen/Pleiße | David Neumann    | Neumann          | 8,8             | ← 2008    | 2017 →  |

## Belege
1. ↑  Bürgermeisterwahlen. Abgerufen am 8. Dezember 2023.